# Pelargonium namaquense
Pelargonium namaquense är en näveväxtart som beskrevs av Knuth.. Pelargonium namaquense ingår i släktet pelargoner, och familjen näveväxter. Inga underarter finns listade i Catalogue of Life.